# Sachalinorhynchus skrjabini
Sachalinorhynchus skrjabini är en hakmaskart som beskrevs av Krotov och Petrochenko 1956. Sachalinorhynchus skrjabini ingår i släktet Sachalinorhynchus och familjen Heteracanthocephalidae. Inga underarter finns listade i Catalogue of Life.